# Sharknado 6 : It's About Time
Série Sharknado
Sharknado 5: Global Swarming
(2017)
Pour plus de détails, voir Fiche technique et Distribution.
Sharknado 6 : It's About Time (ou L'Ultime Sharknado : Une question de temps au Québec ; The Last Sharknado: It's About Time) est un téléfilm américain de science-fiction diffusé en France le 23 août 2018 sur Syfy. Il s'agit du sixième (et a priori dernier) volet de la série de films Sharknado.

## Synopsis
Projeté dans le temps, Fin Shepard doit trouver un moyen de détruire le sharknado originel. Il sera aidé dans sa tâche à travers les âges par ses amis, revenus inexplicablement d’entre les morts, et par sa femme robot massacrée par la chirurgie esthétique.

## Fiche technique
- Réalisation : Anthony C. Ferrante
- Scénario : Thunder Levin
- Société de production : The Asylum
- Genre : comédie, science-fiction, film catastrophe
- Durée : 86 minutes
- Dates de diffusion :
  -  France : 23 août 2018 (1re diffusion Syfy[2])

## Distribution
- Ian Ziering : Fin Shepard
- Tara Reid : April Wexler
- Cassie Scerbo : Nova Clarke
- Catarina Scerbo : Nova jeune
- Judah Friedlander : Bryan
- Debra Wilson :  New Bryan
- Vivica A. Fox : Skye
- Tori Spelling : Raye Martin
- Eileen Davidson : Marie Antoinette